# Li Jie (architecte)
Pour les articles homonymes, voir Li Jie.
Li Jie  (chinois : 李诫 ; pinyin : lǐ jiè) né vers 1035 à Zhengzhou (aujourd'hui dans la province du Henan) et décédé en 1110 est un architecte impérial chinois de la dynastie Song du Nord, notamment connu pour le Yingzao Fashi, un traité d'architecture, publié et imprimé vers 1100.